# Lanxi Daolong
Lanxi Daolong (chinois : 蘭溪道隆 ; chinois simplifié : 兰溪道隆 ; chinois traditionnel : 蘭溪道隆 ; pinyin : Lánxī Dàolóng ; Wade : Lan-hsi Tao-long ; japonais : 蘭渓道隆), né à Lanxi, Fujiang (actuellement Mianyang, dans la province du Sichuan), en Chine, en 1213 après J.C. (dynastie des Song du Sud), et mort en 1278, est un célèbre moine bouddhiste chinois, calligraphe, philosophe idéaliste et fondateur de la secte Kenchō-ji, une branche de l'école Rinzai.
Lanxi Daolong entre dans la vie monastique à l'âge de treize ans. En raison de la conquête mongole de la dynastie Song en Chine en 1246, également motivée par la nouvelle tendance selon laquelle les moines zen de la dynastie Song du Sud avaient de plus en plus tendance à se rendre volontairement au Japon pour prêcher le bouddhisme zen, ainsi que par les influences de ses professeurs et amis, il s'embarque pour le Japon pour prêcher le bouddhisme zen, puis s'installe à Kamakura, où il prend en charge le Kenchō-ji (建長寺) après avoir accepté l'invitation de Hōjō Tokiyori (北条時頼) en 1253.
La calligraphie de Lanxi Daolong était célèbre au Japon, en particulier la Règle du zen (法语规则). Daolong meurt à Kenchō-ji et reçoit le nom posthume de Dajue Zen Master (大覚禅師, Daikaku Zenji en japonais) par l'empereur Go-Uda (後宇多天皇). Tout au long de sa vie, il a grandement contribué à promouvoir les interactions culturelles sino-japonaises.

## Biographie

### Première vie en Chine
Lanxi Daolong est né à Lanxi, Fujiang, province du Sichuan (actuellement Mianyang, province du Sichuan) en 1213 (pendant la période Jiading de la dynastie des Song du Sud) et est décédé au Japon le 24 juillet 1278 à 14 heures. Il est difficile de retracer sa parentalité et les conditions de vie de son enfance. Nous savons seulement que le nom de famille de Lanxi Daolong était Ran. Selon les Biographies des moines (高僧传), Lanxi Daolong faisait preuve de pureté, d'excellence et de bravoure.
En 1226, à l'âge de 13 ans, il se rend au temple Daci (大慈寺), à Chengdu, et il est tonsuré. Il participe à diverses formes d'apprentissage du zen en 1227. Plus tard, il se rend dans la province du Zhejiang pour apprendre le zen auprès de Wuzhun Shifan au temple Wanshou (万寿寺) et devient un disciple de Chijue Daochong, Beijian Jujian et d'autres encore. Lanxi Daolong y persévère dans l'apprentissage du dhyana. Peu de temps après, il commence à voyager à travers le Hunan, le Hubei et le Jiangxi, pour finalement s'installer à Yangshan (à Wuxi, Jiangsu) où il apprend le zen auprès de Renjue (anciennement connu sous le nom de Wuming Huixing, 1160-1237) dans le temple de Cuiwei.

### Voyage au Japon
À l'automne de la 6e année de Chunhu (1246 après J.C.), à l'âge de 33 ans, Lanxi Daolong part pour le Japon avec ses disciples et deux statues du Bouddha pour prêcher le zen, montant à bord d'un navire marchand japonais depuis le temple Tiantong à Ningbo, Zhejiang. Il arrive à Daizaifu (太宰府) et écrit Le rite de la séance de méditation (坐禅仪) pour instruire ses disciples. La deuxième année, il arrive à Kyoto et vit au Sennyū-ji (泉涌寺), un temple Ritsu. Après avoir passé quelques années à Kyushu et Kyoto, Lanxi Daolong arrive à Kamakura. En 1248, il se rend au Kikokuzan Kongō Jufuku Zenji (亀谷山金剛寿福禅寺), un temple de la branche Kenchō-ji de l'école Rinzai, généralement connue sous le nom de Jufuku-ji (寿福寺).
En 1249, Hōjō Tokiyori (北條時賴), le cinquième shikken (régent) du shogunat de Kamakura, décide de construire un monastère de formation Zen, et à cette époque, il se convertit en Lanxi Daolong. Construit selon le style architectural de la dynastie chinoise Song, le Kenchō-ji (建長寺), un temple zen Rinzai, fut construit sur ordre de l'empereur Go-Fukakusa (後深草天皇) à Kamakura et achevé en 1253, cinquième année de l'ère Kenchō, d'où il tire son nom, et Lanxi Daolong en devint le premier abbé. Lanxi Daolong a prêché le Zen à Kamakura pendant 13 ans. Plus tard, l'empereur Kameyama (亀山天皇) rappela Lanxi Daolong à Kyoto et le nomma onzième abbé de Kennin-ji (建仁寺). Lanxi Daolong en a fait une institution purement zen, et trois ans plus tard, il retourne à Kamakura. Là, il fut exilé deux fois à Kōshū (甲州). Il construisit plus de vingt temples pendant son exil à Kōshū, Shinshū (信州) et Ōshū (奥州). Hōjō Tokimune (北条時宗) renvoya Lanxi Daolong et le salua à Kamakura. Lanxi Daolong choisit un site pour Engaku-ji (円覚寺), mais, en 1278, il meurt avant la construction. Après son nirvana, viennent les reliques de Bouddha. Au cours de son séjour de trente-trois ans au Japon, il a construit 49 temples et ces temples sont désormais devenus des architectures bouddhistes célèbres.

## Calligraphie
En calligraphie, Lanxi Daolong imite les œuvres calligraphiques de Huang Tingjian, Zhang Jizhi et Chu Suiliang, et il hérite non seulement du noyau de leurs œuvres, mais le développe également et forme son propre style. Sa calligraphie présente un motif élégant. La force de son écriture est puissante et habile. Le style général est simple et droit.
Dans les cercles de calligraphie du temple bouddhiste japonais, Lanxi Daolong était l'égal de Rong Xi. Cependant, seules quelques œuvres de sa calligraphie existent encore aujourd'hui. Deux ouvrages de La Règle du zen (法语规则) et trois ouvrages de L'article sur la lecture des variantes de caractères chinois (重文讽诵文) sont désormais conservés au Kenchō-ji (建長寺) et sont des trésors nationaux du Japon. L'œuvre Diamond Sutra (金刚经), conservée dans le temple Da De (ou Daitoku-ji) de Kyoto, est également une œuvre importante de sa calligraphie.

## Influences sur la culture japonaise

### Bouddhisme
Vivant au Japon depuis plus de 30 ans, Lanxi Daolong a eu un grand impact sur la culture japonaise. Il est le premier à introduire le bouddhisme zen pur de la dynastie Song au Japon. En outre, Lanxi Daolong a également introduit au Japon la culture caractéristique de la dynastie Song, par exemple le néo-confucianisme et la philosophie d'Edo, la littérature et l'art, l'esthétique architecturale et les coutumes quotidiennes. En les mélangeant à la culture japonaise, il accéléra la formation du bouddhisme zen japonais. De plus, Lanxi Daolong bénéficiait d'un fort soutien de la part des dirigeants japonais, en particulier du shogunat de Kamakura, ce qui a ouvert la voie au développement du bouddhisme zen au Japon et l'a aidé à établir sa position de leader dans les différentes sectes du bouddhisme japonais. De plus, le bouddhisme zen a eu un grand impact sur la formation du bushidō et sur le caractère national du Japon.

### Thé
Comme la consommation de thé était répandue dans les temples bouddhistes et que les provinces du Jiangsu, du Zhejiang et du Sichuan, où vivait Lanxi Daolong, étaient les principales régions productrices de thé, il a été profondément influencé par la culture du thé. Nous pouvons trouver de nombreux mots et expressions concernant « boire du thé » dans les citations de Lanxi Daolong. Par conséquent, Lanxi Daolong a demandé à ses disciples de suivre strictement la discipline de boire du thé, comme le faisaient de nombreuses personnes de la dynastie des Song du Sud. Lanxi Daolong a ainsi contribué à la formation et à la diffusion de la cérémonie du thé japonaise.

### Drame
Son influence sur le drame japonais n'est toujours pas concluante. Mais Lanxi Daolong avait écrit un poème au Japon. Dans ce poème, il exprime les idées du bouddhisme zen en rappelant la scène où il voyait le Zaju dans la province du Sichuan. Certains chercheurs pensent que c'est l'indice important confirmant que le drame japonais a été influencé par Zaju de la dynastie Song. Ainsi, il était considéré comme l’une des figures importantes dans les échanges de culture dramatique sino-japonaise.
Lanxi Daolong a principalement utilisé trois formes pour communiquer la littérature chinoise avec la littérature japonaise :
Premièrement, Lanxi Daolong a cité un grand nombre de références à la poésie Tang et à la poésie Song et des allusions littéraires lorsqu'il prêchait le zen, par exemple « Le nuage est au bout du pic du château, mais le piéton est à l'extérieur du pic du château » (白云尽处是青山, 行人更在青山外), « Ignorez les circonstances changeantes » (刻舟求剑) et « Châteaux dans les airs » (画饼充饥).
Deuxièmement, Daolong écrivait souvent des poèmes sur le Zen et ses sentiments. Ces poèmes étaient pleins de grâce et de charme et ont eu une grande influence sur la littérature des Cinq Montagnes (五山文学).
Troisièmement, les citations de Lanxi Daolong, qui ont été éditées par les disciples de Lanxi Daolong, ont enrichi et amélioré le genre littéraire des citations zen japonaises avec un contenu riche, une forme complète et une large propagation. Elles sont considérées comme l’un des signes de maturité des citations zen japonaises.